# آرامگاه پیر خضر شاهو
مرقد شیخ محمد زاهد معروف به پیر خضر شاهو که از نوادگان موسی کاظم است در نزدیکی روستای پیرخضران مریوان است و این مرقد در زیربنایی بالغ بر ۱۲۰ متر و با محوطه سازی یک هزار متری ساخته شده است.